# The Washington Times
 Ovo je glavno značenje pojma The Washington Times. Za druga značenja pogledajte Washington Times-Herald.
The Washington Times su dnevne novine iz Washingtona, glavnog grada SAD-a.
Utemeljio ih je 1982. godine Sun Myung Moon, koji je osnovao Crkvu ujedinjenja. Do 2010. je godine vlasnikom bio međunarodni konglomerat News World Communications koji je združen s Crkvom Ujedinjenja, a koji je također vlasnikom tiskovina u Južnoj Koreji, Japanu i Južnoj Americi. Washington Times je poznat po tome što iskazuje konzervativne socijalne i političke stavove.
Kad se The Washington Times pojavio 1982. godine, dotada vladajući The Washington Post dobio i prvu ozbiljniju konkurenciju. Washington Times se pojavio kao gradski list koji se nastojao lokalnim čitateljima predstaviti kao desna, odnosno konzervativna alternativa Posta, a koji je naslijedio većinu suradnika dotadašnjeg glavnog takmaca Washington Posta, The Washington Stara, koji je bankrotirao.
Politička orijentacija ovog lista je desna konzervativna. U odnosu prema Hrvatskoj, po napisima nekih novinara se može opisati kao list sklon Hrvatskoj, osobito prema hrvatskoj umjerenoj desnici. List je vrlo kritički protiv komunističkih kadrova iz bivšeg sustava koji su zadržali način razmišljanja. 2010-ih je kritizirao HDZ zbog sluganske politike prema EU i politike ulaska u EU po svaku cijenu ("rasprodaja Hrvatske"), korupcije u istoj stranci među ljudima koji su zloporabili hrvatski nacionalni zanos. Također je iskritizirao rad i presudu Haaškog tribunala hrvatskim generalima Gotovini i Markaču, a sami HDZ je nazvao izdajničkim, da je izdao Gotovinu, hrv. ratne veterane i neovisnost, da bi ga trebalo poraziti i zamijeniti novom konzervativnom strankom koja će zbilja biti domoljubna i populistička.